# Claudia Hansmann-Strubel
Claudia Hansmann-Strubel (* 1. Mai 1940 in Sindelsdorf als Claudia Hansmann; † 30. März 2022) war eine deutsche Schauspielerin und Synchronsprecherin.
Sie war mit dem Schauspieler und Regisseur Sepp Strubel verheiratet und hatte drei Kinder.

## Filmografie (Auswahl)
- 1964–1967: Der Komödienstadel
  - 1964: Wenn der Hahn kräht
  - 1964: Die Entwicklungshilfe
  - 1967: Krach um Jolanthe
  - 1967: Der verkaufte Großvater
- 1965: Der müde Theodor (Fernsehfilm)
- 1965–1980: Augsburger Puppenkiste (Sprechrolle):
  - 1965: Der Löwe ist los! (5 Folgen, als Kim)
  - 1966: Kommt ein Löwe geflogen (4 Folgen, als Kim)
  - 1969: Urmel aus dem Eis (4 Folgen, als Sammi)
  - 1972: Die Steinzeitkinder (4 Folgen, als Mutter Knuta Hedenhös)
  - 1977: Eine Woche voller Samstage (als Frau Rotkohl)
  - 1980: Am Samstag kam das Sams zurück (als Frau Rotkohl)
  - 1980: Die Opodeldoks (4 Folgen, als Deldok)
- 1966: Das Bohrloch oder Bayern ist nicht Texas (Leni)
- 1968: Anna Böckler (Fernsehfilm)
- 1968: Graf Yoster gibt sich die Ehre (Fernsehserie, 1 Folge)